# Hôtel Imperial (Opatija)
Pour les articles homonymes, voir Hôtel Impérial.
L’hôtel Imperial est un grand hôtel classé de la station balnéaire croate d'Opatija (Abbazia jusqu'en 1947). Ouvert en 1885, il est caractéristique du style Art nouveau de la période Gründerzeit.

## Histoire
Devant le grand succès de l'hôtel Quarnero, ouvert en 1884, la Compagnie des chemins de fer autrichiens du Sud a immédiatement commencé à construire un autre grand hôtel dans la ville thermale d'Abbazia, qu'elle avait développée. Son architecte était Franz Wilhelm, comme pour le Quarnero. En 1885, l'actuel Hôtel Impérial ouvrit ses portes sous le nom de « Hotel Kronprinzessin Stephanie ».

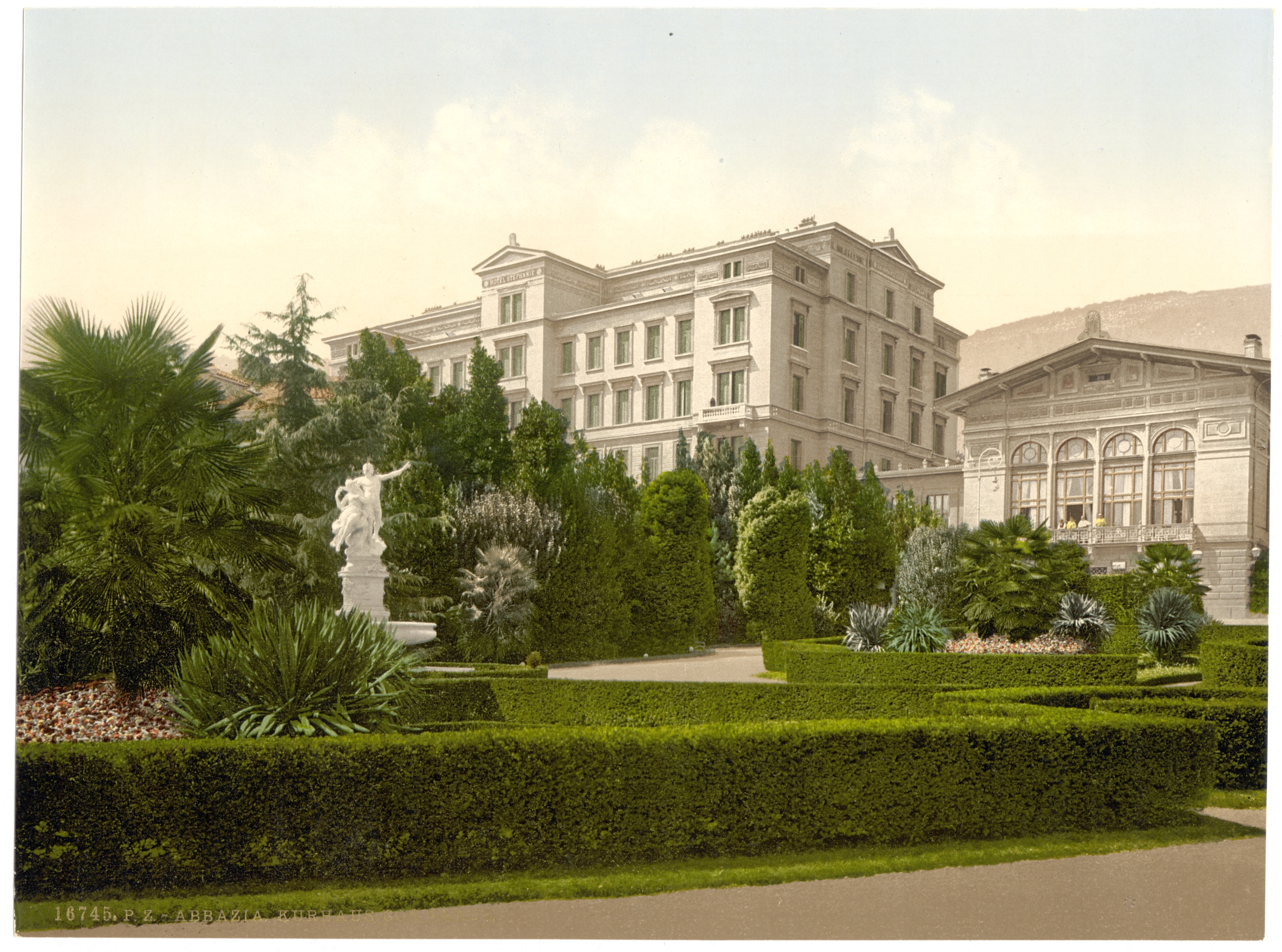
Photochrome des années 1890 représentant l'hôtel.

L'histoire politique de la région peut être lue à partir de ses changements de noms. Pendant la période italienne, il s'est appelé « Regina Elena » du nom de l'épouse de Victor-Emmanuel III, de 1945 à 1948 Hôtel « Moscou », puis après la rupture de Tito avec Staline, Hôtel « Central », enfin à partir de 1966 « Impérial ».
L'Imperial était considéré à la fin du XIXe siècle avec le Quarnero comme l'hôtel principal d'Abbazia et logeait des monarques et des hommes d'État. Aujourd'hui, il est aux prises avec des problèmes similaires à ceux du Quarnero (aujourd'hui Kvarner) et essaie de se positionner comme un hôtel de congrès. Son magnifique « Hall doré » est remarquable.

## Liens web
- Présentation historique sur opatija.net
- Présentation de l'hôtel avec galerie de photos sur opatija.net